# Йосипенки
Йоси́пенки — село в Україні, у Немирівській міській громаді Вінницького району Вінницької області. До 2020 орган місцевого самоврядування — Зарудинецька сільська рада. Населення становить 121 особу.

## Географія
У селі бере початок річка Ульниця, права притока Усті.

## Історія
У часи Російської імперії — село Осипенки Брацлавського повіту Подільської губернії. Власної церкви село не мало, входило до парафії сусіднього села Вовчок (нині Зарудинецької сільської ради).
1876 року Ольга Розумовська разом із чоловіком Дмитром Жолтановським заснувала в селі «ферму соціалістів», яку відвідували відомі революціонери-народники.
12 червня 2020 року, відповідно до Розпорядження Кабінету Міністрів України № 707-р «Про визначення адміністративних центрів та затвердження територій територіальних громад Вінницької області», увійшло до складу Немирівської міської громади.
19 липня 2020 року, в результаті адміністративно-територіальної реформи та ліквідації Немирівського району, село увійшло до складу Вінницького району.

## Населення

### Мова
Розподіл населення за рідною мовою за даними перепису 2001 року:
| Мова       | Відсоток |
| ---------- | -------- |
| українська | 99,17 %  |
| російська  | 0,83 %   |

## Відомі люди
- Гончар Степан Денисович (нар. 20 липня 1930) — кавалер ордена «За мужність» III ступеня (2010; за мужність і самопожертву, виявлені у роки Другої світової війни у врятуванні осіб єврейської національності від фашистського геноциду, збереження пам'яті жертв Голокосту).[7]
- Рябий Микола Олександрович — український письменник, відомий прозаїк, публіцист, перекладач.